# エイミー・ベンダー
エイミー・ベンダー（Aimee Bender、1969年6月28日 - ）は、アメリカ合衆国の作家。
カリフォルニア大学サンディエゴ校と同アーバイン校で創作を学ぶ。卒業後、小学校教師をしながら雑誌に投稿。1998年に短編集『燃えるスカートの少女』で作家デビューし、同作品がニューヨーク・タイムズ注目の一冊に選ばれ、注目を集める。2001年に自身初の長編小説『私自身の見えない徴』がベストセラーとなり、2011年に『ジェシカ・アルバの“しあわせの方程式”』として映画化された。
現在は南カリフォルニア大学やカリフォルニア大学ロサンゼルス校で助教授をしている。

## 主な作品
- 燃えるスカートの少女 The Girl in the Flammable Skirt 管啓次郎訳(1998・角川書店）
- 私自身の見えない徴 An Invisible Sign of My Own 管啓次郎訳 (2001・角川書店)
- わがままなやつら Willful Creatures 管啓次郎訳 (2005・角川書店)
- レモンケーキの独特なさびしさ